# Nike Ardilla
Raden Nike Ratnadilla (Bandung, 27 de diciembre de 1975 - ibidem, 19 de marzo de 1995), conocida artísticamente como Nike Ardilla, fue una actriz, cantante de género rock y modelo indonesia. Su carrera musical empezó en su ciudad de nacimiento de Bandung. Falleció en un accidente automovilístico a los 19 años de edad, en plena cúspide de su carrera musical. Ella ha vendido unas 30 millones copias hasta la fecha, además tiene una distinción en uno de sus álbumes más vendido de todos los tiempos en su país Indonesia. Su álbum de 1995 titulado Sandiwara Cinta, ha vendido unos 5 millones de copias, mientras que su segundo álbum titulado Bintang Kehidupan vendió cuatro millones de copias.

## Biografía
Nike Ardilla nació bajo su nombre verdadero de Raden Rara Nike Ratnadilla, el 27 de diciembre de 1975 en Bandung, sus padres eran de Kudat y Bandung. Su padre trabajaba como operador ferroviario en una empresa estatal llamada "PT Kereta Api", que les permitió trasladarse a otra ciudad. Finalmente se instalaron en Bandung, Java Occidental, donde allí Nike Ardilla comenzó a presentarse en diferentes eventos de espectáculos, demostrando su talento a la edad de 5 años. Fue declarada ganadora en un concurso de canto en 1980. En 1986, se unió al elenco de una película titulada "Kasmaran", protagonizada por Ida Iasha y Slamet Rahardjo. Nike Ardilla interpretó a su personaje principal en esta película llamada Iasha.
En 1987, Nike Ardilla participó en álbum recopilatorio titulado "Bandung Rock Power", junto a Nicky Astria, Mel Shandy y entre otros artistas reconocidos. En 1988, grabó su primer single para una banda sonora de una película titulada "City Kabayan Saba". Ese mismo año, debutó como modelo y fue ganadora bajo el título de "Mejor Modelo Pasarela" en el "LA Model Contest" en Bandung.

## Discografía

### Álbumes
Álbumes de estudio
- 1989 – Seberkas Sinar
- 1990 – Bintang Kehidupan
- 1991 – Nyalakan Api
- 1992 – Matahariku
- 1993 – Biarlah Aku Mengalah
- 1994 – Biarkan Cintamu Berlalu
- 1994 – Duri Terlindung (Malaysia only)
- 1995 – Sandiwara Cinta
- 1995 – Mama Aku Ingin Pulang
- 1996 – Suara Hatiku

Álbumes de mayores éxitos
- 1991 - Golden Hits: Nike Ardilla
- 1992 - 20: The Best of Nike Ardilla
- 1995 - 20 Mega Hit Nike Ardilla
- 1996 - Best Slow Nike Ardilla Vol. 1
- 1997 - Best Slow Nike Ardilla Vol. 2
- 1998 - Best of the Best: Nike Ardilla Vol. 1
- 1999 - Best of the Best Nike Ardilla Vol. 2
- 2002 - Best Beat
- 2010 - Koleksi Terlengkap: Nike Ardilla

### Singles (bandas sonoras)
- 1992 - Nuansa Gadis Suci
- 1992 - Nakalnya Anak Muda
- 1992 - Aksara Bisu
- 1992 - Lupus
- 1994 - Deru Debu

### Singles lanzados
- 1990 - Rona Rona Biru
- 1991 - Star Of Life
- 1993 - Tinggalah Kusendiri
- 1996 - Cinta Di Antara Kita
- 1997 - Panggung Sandiwara
- 1998 - Ingin Kulupakan
- 2000 - Belenggu Cinta

## Filmografía

### Cine
- Kasmaran - 1987
- Gadis Foto Model - 1988
- Ricky - 1989
- Lupus IV - 1989
- Cinta Anak Muda - 1990
- Si Kabayan dan Anak Jin - 1991
- Olga dan Sepatu Roda - 1991
- Nuansa Gadis Suci  - 1992
- Si Kabayan Saba Metropolitan - 1992

### Telenovelas
- Drama Seri Pondokan (1987)
- Opera Anak Juang Indonesia (1988)
- Senandung Senja (TVRI) - (1991)
- Bunga Kampus (TVRI) - 1992
- Sukreni Gadis Bali (RCTI) - 1992
- Trauma Marissa (SCTV) - 1993
- Saputangan dari Bandung Selatan (SCTV) - 1993
- None (MNCTV) - (1993 - 1994)
- Ceplas Ceplos (MNCTV) - (1994)
- Jalur Putih (Indosiar) (23 de febrero de 1994 - 31 de marzo de 1994)
- Warisan Darah Biru I & II (RCTI) - (1994 - 1995)
- Sekelam Dendam Marissa (1995)
- Jalur Putih (Indosiar) 1995

Premios
- International Awards

1. Gold Prize Asian Song Festival 1991 — Best Newcomer
2. Anugerah Musik 1994 — Best Indonesian Selling Album in Malaysia (Duri Terlindung)
3. ABU Golden Kite World Song Festival 1994 — Best Performer (Second Runnerup)
4. Golden Prize Malaysia Music Awards 2005 — Year's Best Compilation Album

- National Music Awards

1. TVRI Jakarta 1980 — First Champion
2. HAPMI 1985 — First Champion, Pop Singing
3. TERUNA Festival Indonesia, 1986 — Third Winner
4. 3 Genre Singing Festival, West Java, 1987 — First Champion
5. Multi-Platinum Award for "Seberkas Sinar", 1989.
6. BASF Awards 1990 — Best Selling Album ("Bintang Kehidupan")
7. Indonesian Popular Song Festival 1990 — Best Performer
8. BASF Awards 1991 — Best Selling Album ("Nyalakan Api")
9. Multi-Platinum Award for "Matahariku", 1992.
10. BASF Awards 1993 — Best Selling Album ("Biarlah Aku Mengalah")
11. Multi-Platinum Award for "Tinggalah Aku Sendiri", 1993.
12. HDX Awards 1994 — Best Selling Album ("Biarkan Cintamu Berlalu")
13. HDX Awards 1995 — Best Selling Album ("Sandiwara Cinta")
14. HDX Awards 1995 — Biggest Omzet Album ("Sandiwara Cinta")
15. HDX Awards 1996 — Best Selling Album ("Suara Hatiku")
16. Music Mingguan Awards ANTeve 1996 — Best Selling Album ("Suara Hatiku")
17. HDX Awards 1996 — Best Album ("Deru Debu")
18. BASF Awards 1996 — Triple-Platinum Album ("Mama Aku Ingin Pulang")
19. Multi-Platinum Award — "Panggung Sandiwara", 1997.
20. Multi-Platinum Award — "Cinta Diantara Kita", 1997.
21. Multi-Platinum Award — "Ingin Ku Lupakan", 1998.
22. Multi-Platinum Award — "Belenggu Cinta", 1999.
23. Multi-Platinum Award — "The Best of Volume II", 2000.
24. Multi-Platinum Award — "Best Beat", 2002.
25. Multi-Platinum Award — "Best of The Best", 2004.
26. Multi-Platinum Award — "Golden Memories", 2005.
27. Multi-Platinum Award — "11 tahun Nike Ardilla", 2006.
28. Multi-Platinum Award — "Lagu Pilihan Fans", 2007.
29. Multi-Platinum Award — "Tinggalah Kusendiri", 2008.
30. Multi-Platinum Award — Number One RBT, 2009.
31. Triple-Platinum Award — "Koleksi Lenggkap", 2010.

- Video Music Awards

1. Video Musik Indonesia 1993 — Video Favorite of The Month ("Tinggalah Kusendiri")
2. Video Musik Indonesia 1994 — Video Favorite of The Month ("Biarkan Cintamu Berlalu")
3. Video Musik Indonesia 1994 — Video Favorite of The Year ("BIarkan Cintamu Berlalu")
4. MTV Viewer Choice Indonesia 1997 — Best Female Video

- Television Awards

1. Dunia Bintang SCTV Awards 1995 — Favorite Viewer Artist
2. Dunia Bintang SCTV Awards 1995 — Favorite Journalist Artist
3. Highest Second Rating, 2003 — Silet Infotainment, "Nike Ardilla Episode"
4. SCTV Programme Eko Patrio Show, 2005 — Best Legend (Viewers' Choice)

- Modeling/Magazine/Tabloid/Newspaper

1. Sahabat Pena Magazine, 1986 — Cover
2. LA Clerk Model Contest, 1989 — Third Winner
3. Gadis Sampul 1990 — Favorite
4. Monitor Magazine, 1990 — Best Performer on TV
5. Citra Magazine, 1992 — Best Actress (Readers' Choice)
6. Nyata, 1993 — Most Wanted Actress (Readers' Choice)
7. Popular Magazine, 1994 — Most Popular Artist
8. URTV Magazine, 1994 — Favorite Cover
9. Citra Magazine, 1994 — Most Dedicated and Creative Singer (Indonesian)
10. Citra Magazine, 1995 — Best Female Singer (Indonesian)
11. PT. POS Indonesia, 1996 — Nike Ardilla Stamp and Post Cards Tribute
12. Nova, 2007 — Best Selling Tabloid, "Nike Ardilla Cover", 2007